# 934 Тюрингія
934 Тюрингія (934 Thüringia) — астероїд головного поясу, відкритий 15 серпня 1920 року.
Тіссеранів параметр щодо Юпітера — 3,269.